# برلمان فرانكفورت

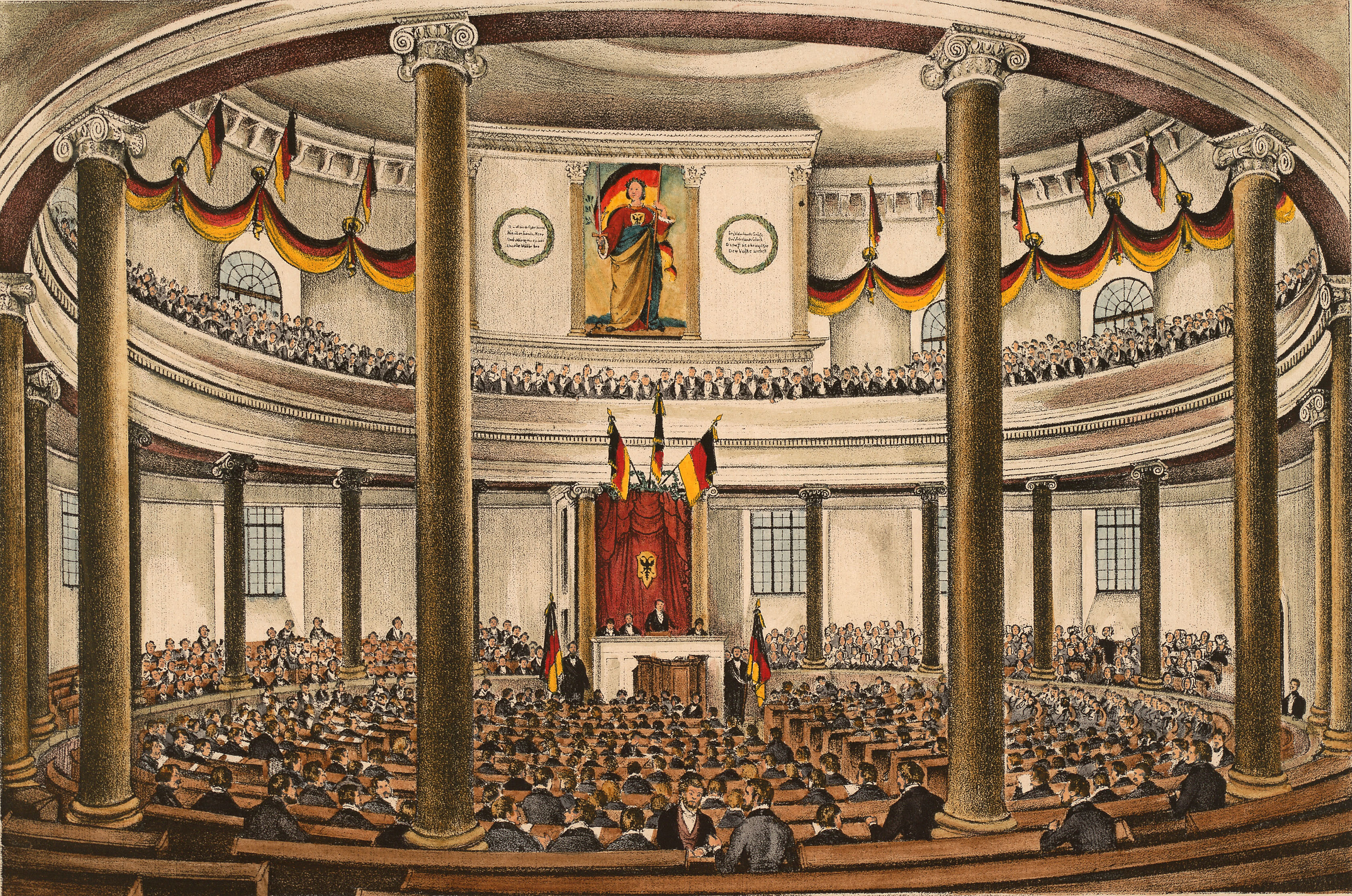
برلمان فرانكفورد أثناء إنعقاده بين سنتي 1848 و1849

برلمان فرانكفورت (بالألمانية: Frankfurter Nationalversammlung) أو حرفيا الجمعية الوطنية لفرانكفورت، هي أول جمعية منتخبة (برلمان منتخب) في ألمانيا، تم انتخابه في 1 مايو 1848  نتيجة لثورة مارس التي هزت دول الاتحاد الألماني سابقا.

## الثورة الألمانية
كان أهم ما طالب به الثوار هو تمتيعهم بحقوقهم الأساسية  التي تضمن لهم الكرامة، ومن جملة تلك المطالب كان: وضع حد للتعسف والتمييز وضمان حرية التعبير والتجمع؛ وأيضا تشكيل برلمانات إقليمية ليبرالية، فضلا عن الوحدة
الألمانية.
في 5 مارس 1848، إجتمع السياسيون والنواب من من كانو يشكلون المعارضة في هايدلبرغ من أجل التنسيق.
قرروا إنشاء مجلس ما قبل برلماني، من بين أولوياته تقرير الكيفية المثلى لانتخاب جمعية برلمانية للتصويت على دستور لألمانيا.
فعينت لجنة السبعة (Siebenerausschuss) في وقت لاحق، 500 شخصا في فرانكفورت من أجل تشكيل مجلس قبل برلماني.
عقدت أول جلسة للمجلس ما قبل البرلماني في كنيسة سانت بولس خلال الفترة الممتدة بين 31 مارس إلى 3 ابريل تحت رئاسة كارل ميتران.
في مواجهة الديمقراطيين الراديكاليين قرر الليبراليون المعتدلون توحيد جهودهم للعمل على صياغة دستور بالتعاون مع البوندستاغ.
خلال الفترة الانتقالية التي سبقت تشكيل الجمعية، شكلت لجنة تمثيلية للجمعية في الكونفيدرالية الألمانية، سمية باسم "لجنة الخمسين.

## الانتخاب
بناء على اقتراح من المجلس ماقبل البرلماني، أصدر البوندستاغ مرسومين إثنين في 30 مارس و7 أبريل، حددا بدقة شروط الانتخابات المقرر إجراءها.
فكانت هناك حوالي 649 دائره انتخابيه، في كل واحدة منها كان حوالي 50000 نسمة، لكنها لم ترسل كلها نائب يمثلها في الجمعية، بل إن بعض الدوائر النمساوية التي لم تتوفر على أغلبية ألمانية قاطعت الانتخابات. قدر عدد الذين  لهم الحق في التصويت بحوالي 80%، فيما وصلت هذه النسبة في بروسيا إلى أكثر من 90%، بينما في ساكسونيا وبادن وهانوفر كانت المعايير أكثر انتقائية. · 
جملة القرارات التي إتخذها المجلس ما قبل البرلماني لم يحد فيها بدقة طريق القتراع (الاقتراع المباشر أو غير المباشر). لذلك إختارت كل ولاية طريقتها الخاصة، مثلا في فورتمبيرغ وهولشتاين وهيس كاسيل والمدن الحرة الأربع (هامبورغ وبريمن ولوبيك وفرانكفورت) تم ذلك بالاقتراع المباشر. بينما ساد الاقتراع الغير مباشر معظم الولايات الأخرى، هذا الانتخاب تم على جولتين، في الجولة الأولى يتم انتخاب ممثلين عن الشعب، يقومون بدورهم في الجولة الثانية بانتخاب ممثلين لهم في البرلمان.
تراوحت نسبة المشاركة في هذه الانتخابات  ما بين 40 و70 في المئة.
كان من المقرر أن تجتمع الجمعية الوطنية في 1 مايو، لكن بعض الدول لم تنظم الانتخابات إلا بحلول هذا اليوم. بعد انتهاء الانتخابات تشكل أخيرا البرلمان من 585 نائبا، وتم افتتاحه في 18 مايو 1848. · 
من أجل فحص مصداقية نتائج هذه الانتخابات، وزع النواب بشكل عشوائيا على خمسة عشر مجموعة، كل واحدة من هذه المجموعات تكلفت بفحص نتائج انتخاب مجموعة أخرى. وبعد انتهاء عملية الفحص شكل رؤساء كل مجموعة لجنة مركزية تسهر على تقديم القضايا المثيرة للجدل أمام الجمعية العامة لبرلمان فرانكفورت.

## أشغال البرلمان

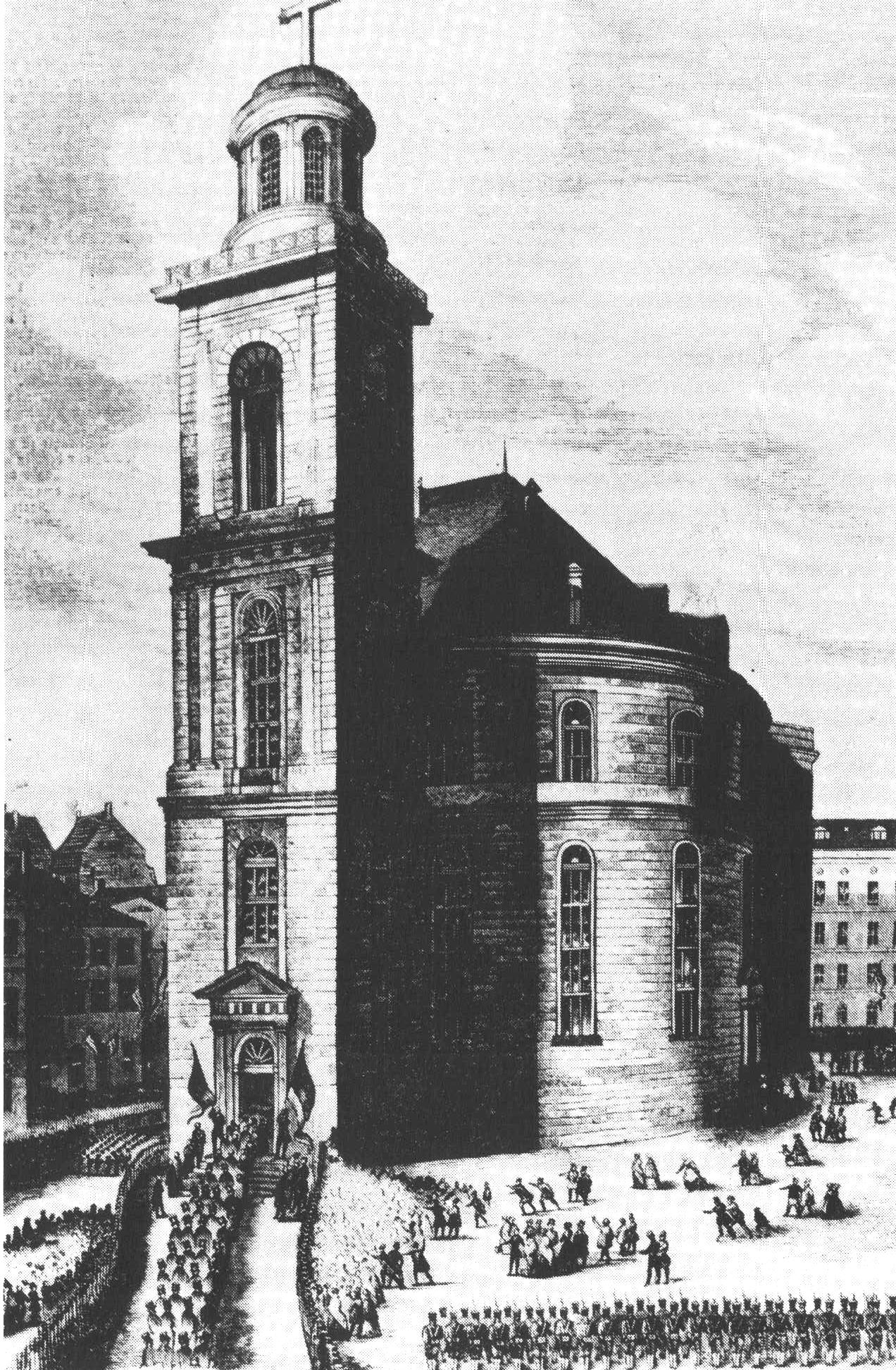
لوحة بالابيض والأسود توثق لحظة دخول البرلمانيين إلى مكان إنعقاد الجمعية بكنسية سانت بولس.

عقدت دورتها ما بين 18 مايو 1848 إلى غاية 31 مايو 1849 في كنيسة القديس بولس في فرانكفورت.
تألف البرلمان أساسا خلال فترة الفورمرتس من أعضاء الحركات الليبرالية والقومية، بقيادة المستشار النمساوي مترنيش.
نظمت الجمعية نفسها في مجموعات برلمانية، مكونة من محافظين ومتحررين وديماقراطيين.
عرفت الجمعية أثناء انعقادها إنقسامت حول أهم المسائل المطروحة آن ذلك، حيث عارض كل من المتحررين والديموقراطيين مسألة اتحاد الأمة، وأيضا المسألة الاقتصادية والانفتاح الاقتصادي والحقوق المدنية، بل حتى الثورة ذاتها، فصوتوا في ديسمبر 1848 على قائمة بالحقوق الأساسية، ثم في مارس 1849 على الدستور. هذا الخير، الذي عرف باسم «دستور فرانكفورت» أو «دستور كنيسة القديس بولس»، والذي تأثر كثيرا بالجمعية الوطنية لفرانكفوت. من بين أمور أخرى، نص الدستور الجديد على ضمان الحقوق الأساسية في إطار نظام ملكية دستورية على رأسه الإمبراطور (القيصر).
غير أن الجمعية فشلت في مهمتها، عندما رفض مملكة بروسيا حينها فريدرش فيلهلم الرابع التاج الإمبراطوري الذي اقترحته.
كان لعمل الجمعية أثر واضح في تاريخ ألمانيا، حيث أعتمد كنموذج لدستور جمهورية فايمار سنة 1919 وأيضا القانون الأساسي لجمهورية ألمانيا الاتحادية (دستور ألمانيا الاتحادية) سنة 1949.

## نتائج سياسية
بعد حل البرلمان، أطلقت بروسيا سياسة توحيدية بقيادة جوزيف فون رادويتز وبدعم من النواب المحافظين الذين كانوا يحاولون تنفيذ ماسمي بالحل الألماني الصغير متمثلا في نظام الملكية الدستورية.
ووجهت هذه الثورة «من فوق»، بانقادات واسعة لكون المبادرة جاءت من الملوك وليس من الشعب.
اضطرت بروسيا في سنة 1850 إلى التخلي عن هذه السياسة من خلال معاهدة أولموتس التي وقعت مع النمسا.
ادت الانقسام الواضح بين الديمقراطيين والليبراليين وتطاع القوميين للثورة، إلى تشكيل الإمبراطورية الألمانية الموحدة في ظل حقوق الإنسان، حيث اعتبر العديد من المؤرخين هذه المرحلة عاملا حاسما في تاريخ ألمانيا في القرن العشرين (نظرية سونديرويج).
حظيت أعمال الجمعية الوطنية وثورة مارس بشكل عام بجو من الثقة طيلة العقود التي أعقبت ذلك.
اعتبرت أفكار الديمقراطيين الراديكاليين، أمثال لودفيغ هوسر، أفكارا ساذجة وغير مسؤولة، إذ فقد الليبراليون المنحدرون من البرجوازية مصداقيتهم أصبحو نتيجة لذلك غير محبولين، ما أدى بهم لانسحاب مخيب للآمال.